# Jewgeni Petrowitsch Pitowranow

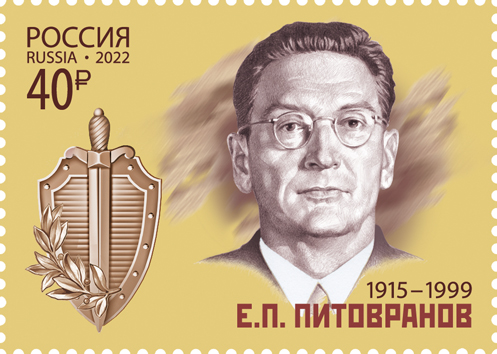
Bildnis von Jewgeni Petrowitsch Pitowranow auf einer russischen Briefmarke

Jewgeni Petrowitsch Pitowranow (russisch Евгений Петрович Питовранов, wiss. Transliteration Evgenij Petrovič Pitovranov; * 20. März 1915 in Saratow; † 30. November 1999 in Moskau) war ein sowjetischer KGB-Offizier (zuletzt im Range eines Generalleutnants), Leiter der sowjetischen Spionageabwehr, Politiker und stellvertretender Vorsitzender des Präsidiums der Industrie- und Handelskammer der UdSSR. Außerdem war er von 1962 bis 1965 Leiter der Höheren Schule des KGB der UdSSR, benannt nach Feliks Dzierżyński.

## Leben
Pitowranow studierte an der Russischen Universität für Verkehrswesen und trat im November 1938 in das NKWD ein. Im Februar 1941 wurde er Leiter für die Region Gorki. Nach einer kurzzeitigen Degradierung zum stellvertretenden Leiter im Juli 1941 wurde er 1943 zum Kommissar für Staatssicherheit. Er war nicht an Kampfhandlungen im Großen Vaterländischen Krieg beteiligt. Von 1946 bis 1950 war er stellvertretender Minister für Staatssicherheit der UdSSR. Ab Dezember 1950 leitete er die Spionageabwehr des MGB, der Vorgängerorganisation des KGB. Sein Chef Wiktor Semjonowitsch Abakumow wurde im Juli 1951 verhaftet. Er selbst wurde dann am 29. Oktober 1951 unter dem Vorwurf einer zionistischen Verschwörung festgenommen. Bei den oft brutal durchgeführten Verhören gestand er nichts. Er schrieb aus der Haft an Josef Stalin, von dem er ein paar Monate vor seiner Verhaftung als stellvertretender Minister empfangen worden war und daher kannte, und schlug ihm den Aufbau eines Agentennetzwerkes vor, um „zionistische Verschwörer“ zu identifizieren. Stalin fand an dem Vorschlag Gefallen und so kam er am 2. November 1952 aus der Haft frei. Er wurde rehabilitiert und trat im Januar 1953 seine neue Stelle als stellvertretender Leiter der 1. Hauptdirektion des MGB (Auslandsgeheimdienst) an. Im Mai 1953 wurde er als Vertreter des KBG in das ostdeutsche Ministerium für Staatssicherheit entsandt und machte beim Aufstand vom 17. Juni 1953 eine unrühmliche Figur. Er überstand die Verhaftung und Hinrichtung des Ministers für Staatssicherheit der UdSSR Wiktor Semjonowitsch Abakumow und des Chefs des KGB Lawrenti Beria unbeschadet und machte in der DDR weiter Karriere. Er war auch am Überlaufen des ersten Präsidenten des Bundesamtes für Verfassungsschutzes Otto John beteiligt. 1957 wurde er aus der DDR abberufen und zum Leiter der 4. Abteilung des KGB (zur Bekämpfung antisowjetischer Elemente) ernannt.
1960 löste der Chef des KGB Alexander Nikolajewitsch Schelepin die 4. Direktion auf und schickte Pitowranow für zwei Jahre nach China. Nach seiner Rückkehr wurde er der Leiter der Höheren Schule des KGB der UdSSR, benannt nach Feliks Dzierżyński. 1966 wurde er anlässlich seines 50. Geburtstags für die ehrenamtliche Tätigkeit als stellvertretender Vorsitzender des Präsidiums der Industrie- und Handelskammer der UdSSR offiziell aus dem KGB entlassen.
Pitowranow war Förderer des späteren Direktors des Auslandsnachrichtendienstes, Außenministers und Ministerpräsidenten Russlands Jewgeni Maximowitsch Primakow sowie des späteren Chefs des KGB und Generalsekretär des Zentralkomitees (ZK) der KPdSU, Vorsitzenden des Präsidiums des Obersten Sowjets und Staatsoberhaupts der Sowjetunion Juri Wladimirowitsch Andropow. Primakow ernannte Pitowranow 1967 zu seinem Chefberater. Andropow bot Pitowranow 1969 die Leitung der Geheimabteilung „P“ an, die westliche Geschäftsleute für den KGB anwerben sollte. Es wurde gemunkelt, dass Pitowranow den KGB-Dienst nie richtig verlassen hatte und seine Berufung in die Industrie- und Handelskammer nur ein Deckmantel für Schaffung eines solchen Agentennetzwerks sein sollte. Über die Gründe für die Auflösung der Abteilung „P“ fünfzehn Jahre später herrscht Uneinigkeit. Wladimir Alexandrowitsch Krjutschkow, damaliger Leiter der 1. Hauptabteilung des KGB, soll auf die Abteilung „P“ eifersüchtig geworden sein, da sie mit seinen Aufgaben konkurrierte. Daraufhin wurde sein Schützling Nikolai Kutergin als Aufpasser in die Abteilung „P“ gesandt. Allerdings lief Kutergin 1984 in den Westen über und dies wurde Pitowranow angelastet, was zur Auflösung der Geheimabteilung und seiner Entlassung geführt haben soll.
Pitowranow starb 1999 in Moskau und liegt auf dem Friedhof Trojekurowo begraben.

## Beförderungen
- 1943: Staatssicherheitskommissar (russisch комиссар госбезопасности)
- 1945: Generalmajor (russisch генерал-майор)
- 1956: Generalleutnant (russisch генерал-лейтенант)

## Auszeichnungen
- April 1940: Tapferkeitsmedaille (Sowjetunion)
- 1942: Ehrenzeichen der Sowjetunion
- 1941/1971: Orden des Roten Banners der Arbeit
- 1943/1954: 2 × Rotbannerorden
- 1943/1946/1949/1954: 4 × Orden des Roten Sterns
- 1944: Medaille „Für die Verteidigung Moskaus“
- 1945/1985: 2 × Orden des Vaterländischen Krieges, I. Klasse
- 1957: Abzeichen Ehrenbeamter für Staatssicherheit
- 1967: Orden der Oktoberrevolution
- 1979: Lenin-Orden
- 1985: Orden der Völkerfreundschaft